# Grejs Sogn
Grejs Sogn ist eine Kirchspielsgemeinde (dän.: Sogn) im südlichen Dänemark. Bis 1970 gehörte sie zur Harde Nørvang Herred im damaligen Vejle Amt, danach zur Tørring-Uldum Kommune im erweiterten Vejle Amt. Im Vorfeld der  Kommunalreform zum 1. Januar 2007 entschied sich die Gemeinde in einer Abstimmung am 19. April 2005 als einzige in der Tørring-Uldum Kommune, nicht wie die übrigen Teile der neuen Hedensted Kommune in der Region Midtjylland zu werden, sondern sich stattdessen der  „neuen“  Vejle Kommune in der Region Syddanmark anzuschließen.
Im Kirchspiel leben 1860 Einwohner, davon 1444 im Kirchdorf. (Stand:1. Januar 2023). Im Kirchspiel liegt die Kirche „Grejs Kirke“.
Nachbargemeinden sind   im Südosten Hornstrup Sogn, im Süden Hover Sogn, im Südwesten Jelling Sogn, im Westen Kollerup Sogn und im Nordwesten Vindelev Sogn, ferner in der nordöstlich benachbarten Hedensted Kommune Sindbjerg Sogn und Øster Snede Sogn.